# Stichting voor Christelijke Filosofie
De Stichting voor Christelijke Filosofie (voorheen Stichting voor Reformatorische Wijsbegeerte) is een stichting die het beoefenen van filosofie op calvinistische grondslag wil bevorderen. Hiertoe heeft ze een aantal leerstoelen aan verschillende universiteiten. Verbonden aan de stichting is de Vereniging voor Reformatorische Wijsbegeerte, bestaande uit leden, donateurs en overige geïnteresseerden. Naast het organiseren van activiteiten rond het gedachtegoed van de stichting genereert de vereniging publicaties, waaronder het filosofische blad Soφie.

## Ontstaansgeschiedenis
De reformatorische wijsbegeerte is ontstaan in de jaren twintig van de twintigste eeuw. Twee namen zijn hieraan onlosmakelijk verbonden, Dirk Vollenhoven en Herman Dooyeweerd, beiden vanaf 1926 hoogleraar aan de Vrije Universiteit Amsterdam en de uitwerkers van het principe van Soevereiniteit in eigen kring. Reformatie van het denken betekende voor hen de afwijzing van 'iedere synthese met enig denken, dat zich niet stelt onder de rechtstreekse soevereiniteit van God over al het geschapene' (statuten). En die strijd tegen 'synthese' blijft een voortdurende activiteit: het is het aanhoudend streven naar een echt Schriftuurlijke wijsbegeerte. 
De reformatorische wijsbegeerte is een wijsgerige richting die er naar streeft een integraal-christelijke wijsbegeerte te zijn. Zij wil bij het licht van de in de Bijbel geopenbaarde waarheid wijsgerig reflecteren over de geschapen werkelijkheid als wetmatige en genormeerde werkelijkheid; over de gevolgen van de zonde in die werkelijkheid; en over de betekenis van de verlossing die door het lijden en sterven en de opstanding van Jezus Christus aan de mens en de wereld geboden wordt. 
Aan de verdere uitbouw van de reformatorische wijsbegeerte is gewerkt door een groot aantal personen zowel binnen als buiten Nederland. Als organisatorisch voertuig voor hun wijsgerige inzichten en idealen is in 1935 de Vereniging voor Calvinistische Wijsbegeerte opgericht. 
In datzelfde jaar is ook de uitgave van het tijdschrift Philosophia Reformata gestart als het wetenschappelijk orgaan voor de uitbouw van deze wijsgerige richting.
In 2010 veranderde de naam van Stichting voor Reformatorische Wijsbegeerte in Stichting voor Christelijke Filosofie en sindsdien houdt de stichting zich meer dan voorheen ook bezig met denkers uit de bredere traditie van de christelijke filosofie, zoals Søren Kierkegaard, Alvin Plantinga, Nicholas Wolterstorff en Charles Taylor.

## Bijzondere leerstoelen
In 1947 werden de eerste bijzondere leerstoelen voor Calvinistische Wijsbegeerte ingesteld. In 2018 waren er zes bijzondere leerstoelen Christelijke Filosofie, waar studenten colleges kunnen volgen. 
Hoogleraren zijn op dit moment: 
- Prof. dr. Marc de Vries (Delft)
- Prof. dr. Jan Hoogland (Twente)
- Prof. dr. Richard Steenvoorde (Rotterdam)
- Prof. dr. ir. Jan van der Stoep (Wageningen)

Een curatorium houdt toezicht op de leerstoelen.